# Oberlandesgericht Paderborn
Das Oberlandesgericht Paderborn war von 1816 bis 1849 ein preußisches Oberlandesgericht mit Sitz in Paderborn.

## Geschichte
Nach dem Ende des Königreichs Westphalen im Jahr 1813 blieben die Gerichte (siehe Justizwesen im Königreich Westphalen) zunächst bestehen. Da der Appellationshof Kassel aber nun zum Kurfürstentum Hessen gehörte, entfiel die Möglichkeit zu Appellation gegen Urteile der nun preußisch gewordenen Gerichte im Regierungsbezirk Minden. Daher verordnete Zivilgouverneur Ludwig von Vincke, dass die Tribunale zu Paderborn und Höxter jeweils für einander die Appellationsinstanz bilden sollten. Im Vorgriff auf die später durchzuführende Neuorganisation der Justiz trat am 1. Januar 1815 in Minden eine Oberlandesgerichtskommission unter Vorsitz Diedrich Friedrich Karl von Schlechtendals zusammen. Diese war der Vorgänger des einzurichtenden Oberlandesgerichts Minden
Mit der Verordnung wegen verbesserter Einrichtung der Provinzialbehörden vom 30. April 1815 wurde das Oberlandesgericht Minden als Oberlandesgericht für den Regierungsbezirk Minden eingerichtet. Zum 8. November 1816 wurde der Sitz des Oberlandesgerichts von Minden nach Paderborn verlegt.
Nach der Justizreform von 1849 wurden die Oberlandesgerichte aufgehoben und durch Appellationsgerichte (hier das Appellationsgericht Paderborn) ersetzt. 1879 wurden diese erneut durch Oberlandesgerichte, hier das Oberlandesgericht Hamm abgelöst.

## Untergerichte
Dem Oberlandesgericht Paderborn waren folgende Gerichte nachgeordnet:
| Typ                       | Gericht                                                                   | Sitz#                   | Anmerkungen |
| ------------------------- | ------------------------------------------------------------------------- | ----------------------- | --- |
| Staatliche Gerichte       | Land- und Stadtgericht Beverungen                                         | Beverungen              | Am 13. Juli 1847 zu einer Gerichtsdeputation des Land- und Stadtgericht Höxter herabgestuft |
| Staatliche Gerichte       | Land- und Stadtgericht Bielefeld                                          | Bielefeld               | |
| Staatliche Gerichte       | Land- und Stadtgericht Brakel                                             | Brakel                  | 1833 wurde eine Gerichtstagsdeputation Driburg des Land- und Stadtgerichts Brakel geschaffen |
| Staatliche Gerichte       | Land- und Stadtgericht Bünde                                              | Bünde                   | |
| Staatliche Gerichte       | Land- und Stadtgericht Büren                                              | Büren                   | 1835 wurde eine Gerichtstagsdeputation Wünnenberg und 1836 eine Gerichtstagsdeputation Atteln des Land- und Stadtgerichts Büren geschaffen |
| Staatliche Gerichte       | Landgericht Delbrück                                                      | Delbrück                | 1817 aufgehoben und den Land- und Stadtgerichten Paderborn und Salzkotten zugeordnet. Am 7. September 1818 wurde eine Gerichtskommission Delbrück des Land- und Stadtgerichts Paderborn geschaffen                                                                     |
| Staatliche Gerichte       | Landgericht Enger                                                         | Enger                   | 1817 aufgehoben und dem Land- und Stadtgericht Bünde zugeordnet |
| Staatliche Gerichte       | Land- und Stadtgericht Halle                                              | Halle (Westfalen)       | |
| Staatliche Gerichte       | Land- und Stadtgericht Hausberge                                          | Hausberge               | 1817 aufgehoben und den Land- und Stadtgerichten Minden und Vlotho zugeordnet. 1831 wurde eine Gerichtstagsdeputation Hausberge des Land- und Stadtgerichts Minden geschaffen                                                                                          |
| Staatliche Gerichte       | Land- und Stadtgericht Herford                                            | Herford                 | |
| Staatliche Gerichte       | Land- und Stadtgericht Höxter                                             | Höxter                  | |
| Staatliche Gerichte       | Land- und Stadtgericht Levern                                             | Levern                  | 1817 aufgehoben und dem Land- und Stadtgericht Rahden zugeordnet. 1831 wurde eine Gerichtstagsdeputation Levern des Land- und Stadtgerichts Rahden geschaffen |
| Staatliche Gerichte       | Land- und Stadtgericht Lichtenau                                          | Lichtenau               | 1817 aufgehoben und an die Land- und Stadtgerichte Paderborn, Büren und Warburg aufgeteilt. Am 8. Mai 1846 wurde eine Gerichtskommission Lichtenau des Land- und Stadtgerichts Paderborn geschaffen                                                                    |
| Staatliche Gerichte       | Land- und Stadtgericht Lübbecke                                           | Lübbecke                | |
| Staatliche Gerichte       | Land- und Stadtgericht Lügde                                              | Lügde                   | 1817 aufgehoben und dem Land- und Stadtgericht Nieheim zugeordnet. 1818 wurde eine Gerichtstagsdeputation Lügde des Land- und Stadtgerichts Nieheim geschaffen |
| Staatliche Gerichte       | Land- und Stadtgericht Minden                                             | Minden                  | |
| Staatliche Gerichte       | Land- und Stadtgericht Nieheim                                            | Nieheim                 | |
| Staatliche Gerichte       | Landgericht Oldendorf                                                     | Oldendorf               | 1817 aufgehoben und den Land- und Stadtgerichten Lübbecke und Bünde zugeordnet |
| Staatliche Gerichte       | Land- und Stadtgericht Paderborn                                          | Paderborn               | |
| Staatliche Gerichte       | Land- und Stadtgericht Petershagen                                        | Petershagen             | 1834 wurde eine Gerichtstagsdeputation Schlüsselburg des Land- und Stadtgerichts Petershagen geschaffen |
| Staatliche Gerichte       | Land- und Stadtgericht Quernheim                                          | Quernheim               | 1831 mit den Gerichten in Bünde und Lübbecke vereinigt |
| Staatliche Gerichte       | Land- und Stadtgericht Rahden                                             | Rahden                  | |
| Staatliche Gerichte       | Land- und Stadtgericht Salzkotten                                         | Salzkotten              | Am 30. November 1821 zu einer Gerichtskommission des Land- und Stadtgerichts Paderborn herabgestuft |
| Staatliche Gerichte       | Land- und Stadtgericht Versmold                                           | Versmold                | 1817 aufgehoben und dem Land- und Stadtgericht Halle zugeordnet. 1841 wurde eine Gerichtstagsdeputation Versmold des Land- und Stadtgerichts Halle geschaffen |
| Staatliche Gerichte       | Land- und Stadtgericht Vlotho                                             | Vlotho                  | |
| Staatliche Gerichte       | Land- und Stadtgericht Warburg                                            | Warburg                 | |
| Staatliche Gerichte       | Land- und Stadtgericht Wiedenbrück                                        | Wiedenbrück             | 1834 wurde eine Gerichtstagsdeputation Friedrichsdorf des Land- und Stadtgerichts Wiedenbrück geschaffen. Am 14. Dezember 1847 zu einer Gerichtskommission des Land- und Stadtgerichts Rietberg herabgestuft.                                                          |
| Standesherrliche Gerichte | Fürstlich Bentheimsches Gericht der Herrschaft Rheda                      | Rheda                   | Seit dem 15. November 1834 "Fürstliches Land- und Stadtgericht Rheda" |
| Standesherrliche Gerichte | Fürstlich Kaunitzsches Gericht der Grafschaft Rietberg (bis 1822/1835)    | Rietberg                | Mit dem Verkauf der Grafschaft Rietberg 1822 an Friedrich Ludwig Tenge begann ein Streit um die Gerichts- und Hoheitsrechte, der 1835 endgültig mit dem Heimfall der Rechte an den Staat endete. Am 4. Juli 1837 wurde es königliches Land- und Stadtgericht Rietberg. |
| Patrimonialgerichte       | Landgräflich Hessen-Rothenburgsches Gericht des Mediat-Fürstentums Corvey | Höxter                  | |
| Patrimonialgerichte       | Kreisgericht Fürstenberg                                                  | Fürstenberg (Westfalen) | |
| Patrimonialgerichte       | Gerichtsamt Petershagen                                                   | Petershagen             | für die den Amtmännern Vethake und Möller in Erbpacht verliehenen Domänen, errichtet am 2. April 1830 |

## Richter
- Diederich Friedrich Carl von Schlechtendal (1816 bis 1841 Chefpräsident des Oberlandesgerichts)
- Dr. Friedrich Langer (1841 bis 1849 Chefpräsident des Oberlandesgerichts)
- Carl Heinrich Ebmeier (Vizepräsident des Oberlandesgerichts)
- Bernhard Bessel (Assessor am Oberlandesgerichts)
- Franz von Duesberg (1821 bis 1826 Oberlandesgerichtsrat)
- Julius Gustav Emil Herzbruch (ab 1847 Oberlandesgerichtsrat)[6]